# Johnny Roselli
John "Bello Johnny" Roselli (4 de julio de 1905 - 9 de agosto de 1976) (algunos lo pronunciaban  Rosselli), también conocido como  "John F. Stewart" fue un gánster influyente del Chicago Outfit que los ayudó a controlar  Hollywood y Las Vegas Strip. Roselli estuvo involucrado con la  Agencia Central de Inteligencia (CIA) en complots para asesinar a Fidel Castro a principios de los 1960.
 Algunos historiadores en política profunda creen que estuvo involucrado en el asesinato de  John Fitzgerald Kennedy  en  1963. La confesión de James Files lo involucró aún más.

## Primeros años
Nacido  Filippo Sacco (algunos le llamaban Phillippo) en Esperia, Italia (en la  Provincia de Frosinone) el 4 de julio de 1905, Roselli fue conocido más por el apodo de "Bello Johnny". Inmigró con su madre, Mariantonia Pascale Sacco y una tal Caterina Palazzo, desde Italia a Estados Unidos en  1911, asentándose en  Somerville, Massachusetts en las cercanías de Boston. En esta época, su padre, Vincenzo Sacco, también residía en Estados Unidos. Huyó a Chicago en 1922 después de cometer un asesinato, y allí Sacco cambió su nombre a "John Roselli" (en honor al escultor del Renacimiento italiano Cosimo Rosselli) convirtiéndose en miembro de la mafia de Chicago, trabajando para Al Capone. 
En 1925, después de obtener la libertad provisional tras un arresto federal por narcóticos, un Roselli  asmático se mudó a Los Ángeles. Roselli empezó su carrera criminal en California trabajando con el gánster de Los Ángeles   Jack Dragna. Roselli se convirtió en íntimo amigo del productor Bryan Foy, quien introdujo a Roselli al negocio cinematográfico como productor en la pequeña compañía de producción de Foy, Eagle-Lion Films, donde Roselli está acreditado como productor de una gran cantidad de películas de gánsteres. Más tarde, Roselli estuvo involucrado en un negocio multimillonario de la Mafia de extorsión contra la industria cinematográfica.

## Años 1940
En 1942, Roselli fue acusado de cargos de negociación ilícita con  George Brown, expresidente del International Alliance of Theatrical Stage Employees, y Willie Bioff, negociador ilícito y proxeneta. 
El 4 de diciembre de 1942 Roselli, un patriota declarado, se alistó en el Ejército de Estados Unidos. Sirvió como soldado hasta ser arrestado el 19 de marzo de 1943. 
En 1943, después de un largo año de enjuiciamiento por negociación ilícita, Roselli y varios jefes de Chicago fueron sentenciados a 10 años de prisión. Sin embargo, en 1947 fueron sentenciados a tres años y medio remitidos bajo palabra. Está ampliamente asumido que el experto en cohecho Murray "The Camel" Humphreys, usó su "influencia" con el fiscal general, Tom C. Clark del presidente de Estados Unidos Harry Truman para evitar que Roselli y los otros jefes fueran a prisión. después de su liberación, Roselli regresó a Hollywood para recomenzar su carrera de productor con Bryan Foy.
La gran influencia de la Mafia sobre Hollywood está demostrada en 1948 cuando el jefe Tony Accardo le pidió a Roselli que forzara al poderoso presidente de Columbia Pictures Harry Cohn a firmar con la entonces desconocida actriz Marilyn Monroe un lucrativo contrato de varios años. El usualmente combativo Cohn rápidamente asintió sin oposición, principalmente porque Cohn había obtenido el control de la Columbia a través de fondos de la Mafia de Accardo y Roselli.

## Años 1950
A principios de los años 1950, Roselli gradualmente varió su foco de Hollywood hacia la nueva Meca de ganancias crecientes, Las Vegas, Nevada. En 1954, Roselli era el representante de Chicago y de Los Ángeles en Las Vegas. Su trabajo era asegurar que los jefes de la mafia de Chicago y Los Ángeles recibieran su parte de las ganancias, por  "esquilmar". Sin embargo, de acuerdo a la oficina del FBI de Los Ángeles, Roselli estaba empleado en la empresa de producción Monogram Studios. Estableció una relación con el magnate Howard Hughes, haciendo de intermediario en la compra de varios Hoteles-Casino y llevándose un beneficio. Roselli era el representante de la Cosa Nostra de Chicago en Las Vegas.

## Años 1960
Después de la Revolución cubana en enero de 1959, el primer ministro cubano Fidel Castro cerró todos los casinos de la Mafia en Cuba y expulsó a los gánsteres. Por esta experiencia, Roselli, el jefe de la Mafia de Chicago Sam Giancana, y el jefe de la Mafia de Tampa Santo Trafficante estaban receptivos a asesinar a Castro.
En 1960, la CIA reclutó al exagente del FBI Robert Maheu, quien más tarde se convertiría en un asesor (guardaespaldas) del millonario Howard Hughes en Las Vegas, para aproximarse a Roselli. Maheu pasó como un representante de corporaciones multinacionales que deseaban que Castro fuera asesinado a causa de sus pérdidas por apuestas millonarias en La Habana. Roselli presentó a Maheu a dos hombres a los cuales se refirió como  "Sam Gold" y  "Joe". "Sam Gold" era  Giancana y  "Joe" era Santo Trafficante, el jefe mafioso de Tampa, Florida y uno de los más poderosos mafiosos de la Cuba prerrevolucionaria. La CIA entregó seis píldoras de veneno para asesinar a Castro. Por meses, los cubanos anticastristas ligados a la Mafia trataron de mezclar el veneno con la comida de Castro. En 1961, después de la fallida Invasión de bahía de Cochinos en Cuba, estos intentos de asesinato, los cuales incluyeron un escuadrón de tiradores, entrenados por Roselli en la base secreta de la CIA en Cay Sal Bank, continuaron con una venganza, ahora en manos del legendario agente de la CIA "Wild Bill" William King Harvey, a cargo de los esfuerzos de Roselli. Muchos investigadores afirman, que a causa de la obsesión de Kennedy por sacar a Castro, el Fiscal General Robert F. Kennedy, se sentía molesto con el uso de sus blancos Mafia primarios por la CIA, los que continuaron hasta la Crisis de los misiles en octubre de 1962. 

 ..  "Tarde casi noche, probablemente el 13 de marzo, Rosselli pasó las píldoras de veneno a un pequeño afrocubano de pelo rojizo llamado Rafael "Macho" Gener en el Boom Boom Room, una localización que Giancana pensó estúpida. El propósito de Rosselli, no eran asesinar a Castro sino dejar en evidencia que el socio de la Mafia en este crimen era el Gobierno de Estados Unidos. De acuerdo a esto había dejado una larga estela de evidencia que implicaba a la CIA en el complot de la Mafia contra Castro. Esta evidencia, con propósito de extorsión, probó ser crítica en el encubrimiento de la CIA del asesinato de John F. Kennedy." 
Richard Mahoney en su libro  Sons and Brothers, The days of Jack and Bobby Kennedy (1999)   

Los intentos de asesinato por parte de Roselli fueron hechos públicos en  1971 por Jack Anderson, un reportero del  Washington Post  y por la CIA misma en 2007 cuando desclasificó los documentos llamados  Joyas de la familia.
Roselli no sólo trabajó en el proyecto de asesinato a Fidel Castro sino que era amigo personal de William Harvey. Roselli estaba dentro de la estructura operacional de JMWAVE  durante los complots de asesinato. Era cercano operacionalmente a David Morales.  Roselli había trabajado en La Habana, con Santo Trafficante y conocía personalmente a muchos de los exiliados como Díaz García. Roselli era partidario acérrimo de los exiliados anticastristas y consiguió ayuda para ellos desde el "Nevada Group" además de obtener ayuda de la  "Mafia Judía " para financiar la iniciativa independiente de la Sierra en 1963. Roselli se reunió con Jack Ruby en el otoño de 1963. Roselli usó sus influencias en Washington para plantar desinformación apuntando a que Castro orquestó el asesinato del Presidente Kennedy en defensa propia de los atentados Kennedy/CIA.
En 1963, el cantante Frank Sinatra presentó a Roselli para una membresía en el exclusivo Club de Los Angeles Friar's Club. Poco después de ser aceptado, Roselli descubrió un elaborado fraude de tarjetas de crédito manejado por uno de sus amigos de Las Vegas, Maury Friedman, y pidió terminarlo. Este fraude fue descubierto finalmente en 1967 por agentes del FBI que seguían a Roselli Cuentas de hombre millonarios (incluyendo al  millonario  Harry Karl, esposo de la actriz  Debbie Reynolds, y el  actor Zeppo Marx) fueron limpiadas de millones de dólares. Grant B. Cooper representó a algunos de los defendidos en el caso, incluyendo a  Roselli. Roselli fue finalmente convicto y condenado a pagar US $55,000. Durante el juicio, transcripciones de las conversaciones del gran jurado secreto fueron descubiertas en la mesa del fiscal de la defensa. Cooper finalmente fue condenado por la posesión de estos documentos.
En 1968, Roselli fue enjuiciado y condenado por residencia ilegal en los Estados Unidos (nunca obtuvo la ciudadanía legalmente) ordenándose su deportación a Italia por el  Servicio de Inmigración y Naturalización. Sin embargo, Italia rechazó aceptar a Roselli, permaneciendo en Estados Unidos.

## Años 1970
El 24 de junio y el 22 de septiembre de 1975 Roselli testificó ante el Comité del Senado estadounidense en actividades de inteligencia (SSCIA) conducido por el Senador por Idaho Frank Church acerca de los planes de la CIA para asesinar a Castro, y la Operación Mangosta. Poco antes que Roselli testificara, un pistolero desconocido ejecutó de varios tiros en la nuca a Sam Giancana en su casa de Oak Park, Illinois. Esto pasó justo dos días antes de que Giancana testificara ante el comité. El asesinato de Giancana empujó a Roselli (cuyo propio poder desapareció con la muerte de Giancana) a abandonar permanentemente Los Ángeles y Las Vegas y establecerse en Miami, Florida. El 26 de abril de 1976, Roselli fue llamado a testificar por la conspiración por asesinar al presidente Kennedy. Tres meses después de la primera ronda de investigación en la que le tocó testificar acerca del asesinato de Kennedy, el comité llamó nuevamente a Roselli. Sin embargo, en este punto, desapareció desde el 28 de julio. El 3 de agosto, el senador Howard Baker, un miembro de la nueva SSCIA, pidió al FBI investigar acerca de la desaparición de Roselli.
El 9 de agosto, el cuerpo en descomposición de Roselli fue encontrado dentro de un bidón de combustible vacío que flotaba en la Bahía Dumfounding cerca de Miami, Florida. Roselli había sido estrangulado y tiroteado, y sus piernas cortadas. Algunos piensan que el jefe mafioso Trafficante ordenó la muerte de Roselli. De acuerdo a esta teoría, Trafficante creía que Roselli había revelado mucho acerca del asesinato de John F. Kennedy y los complots de asesinato a Castro durante sus testimonios frente a los comités del senado violando el código de silencio estricto de la Mafia, la omertà.

## Últimos días
James Files afirmó que Roselli y Charles "Chuckie" Nicoletti dispararon los tiros fatales que asesinaron a Kennedy en la Plaza Dealey en  Dallas el 22 de noviembre de 1963, sin embargo ya ha sido confirmado que la información dada por Files es en gran medida puras mentiras hechas para ganar dinero. A medida que han ido pasando los años, esta se ha ido convirtiendo en la afirmación más relevante pero solo para los que creen en esta teoría conspirativa, sin que haya nada que lo compruebe. Y que parece confirmada por la autobiografía del jefe de la Mafia de Nueva York Bill Bonanno, quien afirma que cuando estaba preso con Roselli, él le habló acerca del asesinato de Kennedy y le contó a Bonanno que él disparó el segundo tiro desde un drenaje de lluvias localizado en Elm Street en Dallas. Sin embargo los que dicen que Roselli participó después han caído en grandes contradicciones que hace sus testimonios muy cuestionables. 
El expiloto de la CIA "Tosh" Plumlee afirma que condujo a Roselli desde Tampa a Dallas, arribando en la mañana del 22 de noviembre de 1963, con la misión de abortar el asesinato del presidente Kennedy.